# Sineu, Harghita
Sineu (maghiară Eszenyő) este un sat în comuna Remetea din județul Harghita, Transilvania, România.
 Acest articol despre o localitate din județul Harghita este deocamdată un ciot. Puteți ajuta Wikipedia prin completarea lui.